# 萩原麻由子
萩原麻由子（日语：／ Hagiwara Mayuko，1986年10月16日—），日本女子自行车运动员。她曾代表日本参加2006年和2010年亚洲运动会自行车比赛，获得一枚金牌。她也曾参加2012年夏季奥林匹克运动会。